# Bane (truyện tranh)
Bane (Eduardo Dorrance) là một nhân vật truyện tranh phản diện siêu tội phạm giả tưởng của DC Comics. Bane được tạo ra bởi Chuck Dixon, Doug Moench và Graham Nolan và xuất hiện lần đầu trong Batman: Vengeance of Bane #1 (Tháng 1, 1993). Bane là một kẻ có sức khỏe hơn người và được biết đến là tên tội phạm duy nhất từng bẻ gãy lưng Batman.

## Tiểu sử
Bane sinh ra ở Santa Prisca (một đất nước giả tưởng vùng Caribe của DC Comics). Cha của hắn là người lãnh đạo một cuộc cách mạng ở đất nước này nhưng bất thành và phải sống ngoài vòng pháp luật. Chính quyền thối nát ở đất nước này quyết định kết án Bane khổ sai chung thân thay cho cha hắn. Do đó, quãng đời tuổi thơ và thanh niên của Bane sống toàn bộ trong môi trường ngục tù.
Trong thời gian ở nhà tù, Bane thường mang trên vai một chú gấu bông mà hắn gọi là Osito (có nghĩa là "Gấu Nhỏ" trong tiếng Tây Ban Nha), hắn coi đây là người bạn duy nhất của mình. Chú gấu này có một cái lỗ ở lưng có chứa một con dao găm mà Bane sử dụng để tự vệ trong nhà tù. Ở trong một môi trường hà khắc, bản năng tự nhiên của Bane trỗi dậy. Hắn học cách chiến đấu, rèn luyện sự dẻo dai và nhanh nhẹn. Bane giết người lần đầu vào năm hắn lên tám, đâm chết một tên tội phạm muốn lợi dụng hắn để lấy thông tin trong nhà ngục. Với sự lỳ lợm và tàn nhẫn cùng kỹ năng chiến đấu tay đôi hoàn hảo, Bane nhanh chóng trở thành đại ca của nhà tù và hắn tự xưng là Bane từ đó.
Bane thường có những cơn ác mộng về một con quái vật dạng dơi đáng sợ tra tấn hắn, vì thế hắn bị ám ảnh bởi nỗi sợ dơi. Chính phủ quyết định sử dụng Bane là vật mẫu thí nghiệm cho một loại chất bí mật có tên là Venom (những người làm mẫu trước đây đều bị chết). Bane tưởng chừng như đã chết nhưng không, hắn đã sống sót và phát hiện ra loại chất bí mật đó khiến hắn có một sức mạnh khủng khiếp. Tuy nhiên Bane phải uống nó mỗi 12 tiếng để duy trì sức mạnh này, nếu không sẽ bị tác dụng phụ làm suy nhược cơ thể. Sau đó Bane đào tẩu khỏi nhà tù và trở thành một tay giết thuê chuyên nghiệp.

## Ngoài truyện tranh
Bane được thể hiện bởi Robert Swenson trong phim Batman & Robin năm 1997. Trong phim bom tấn The Dark Knight Rises năm 2012 nhân vật Bane do diễn viên Tom Hardy đảm nhận.
Ngoài ra Bane còn xuất hiện trong các dòng game nổi tiếng như Batman: Arkham hay Injustice: Gods Among Us.

## Ảnh hưởng văn hóa
IGN xếp Bane vị trí thứ 34 trong danh sách "Top 100 nhân vật phản diện mọi thời đại trong thế giới truyện tranh" năm 2009 ("Top 100 Comic Book Villains of All Time"). Bane cũng có mặt trong danh sách "25 nhân vật phản diện vĩ đại nhất mọi thời đại" của tạp chí Complex ("The 25 Greatest Comic Book Villains of All Time") năm 2013 với vị trí số 22.